# Ljubiša Preletačević
Ljubiša Preletačević „Beli” (cirill írással Љубиша Прелетачевић Бели, magyar átírással Ljubisa Preletacsevity „Beli”, eredeti nevén Luka Makszimovity (Luka Maksimović / Лука Максимовић), Velika Ivancsa, 1991. július 17. –) szerb politikus, performer, a 2017-es szerbiai elnökválasztás egyik jelöltje. A Még Nem Kóstoltad a Szármát (szerbül  Сарму проб'о ниси / Sarmu probo nisi, SPN) nevű mladenováci viccpárt vezetője.

## Neve
A Preletacsevity név szerbül olyan emberre utal, aki személyes célokból váltogatja, hogy mikor melyik párt tagja (preletač). A Beli szó jelentése magyarul „fehér”, ami ruházatát jellemzi. Rendszerint fehér öltönyben sok ékszerrel, néha fehér lovon, máskor luxusautóban, testőrök gyűrűjében jelenik meg.

## Politikai karrierje
Luka Makszimovity a 2016 tavaszán a szerbiai helyi önkormányzati választásokra hozta létre barátaival a fiktív Még Nem Kóstoltad a Szármát szervezetet, amely egy szerb mulatós nótáról kapta a nevét. Preletacsevity néven egy kampányvideót készített, mellyel célja a korrupt politikusok kifigurázása volt. Hamis ígéreteket tett a hamis reményeket keltő politikusok parodizálására, nyers őszinteséggel nyilatkozott arról, hogy nem ért a politikához és a diplomáját is vásárolta. Megígérte például, hogy lehetővé teszi az eutanáziát a helyi kórházban a nyugdíjasok számára, hogy az ország terhei csökkenjenek. A videó népszerűvé vált az interneten, és sokan kérték, hogy keltsék életre a fiktív karaktert. Így is tettek, és valóban elindultak a helyi választáson. 2016. április 24-én Mladenovácon 21%-ot kaptak és 13 mandátumot szereztek a helyi tanácsban a lehetséges 55-ből, ezzel a második helyen végeztek. A 2017-es elnökválasztáson való indulása hirtelen népszerűséget hozott neki. Az állami kampánytámogatást nem vette fel, a polgárok adományaiból kívánta kampányát finanszírozni.
A választási kampánya során úgy nyilatkozott, biztosan meg fogja nyerni az első fordulót, és kíváncsi arra, ugyan ki juthat még tovább rajta kívül. Megígérte: ő elnökként biztosan jobban fog élni, mint eddig. Egy nyilatkozatában azt is elmondta, hogy a polgároknak esélyük van arra, hogy hangot adjanak rendszerellenes hangulatuknak, és bár államfőként sokat nem tehet majd hatáskörének korlátozottsága miatt, de harcolni fog a pártrendszer felszámolásáért, az átláthatóság megteremtéséért és a polgári igazgatásért. Semmi „konkrétumot” nem nyújthat – tette hozzá –, „csupán” szabadságot és becsületességet ígérhet.
Sikere a politológusok szerint azt jelzi, hogy a szerbiai társadalom csalódott és elégedetlen a hivatásos politikusokkal.

## Politikai nézetei
Kiállt Koszovó Szerbiához tartozása mellett, ellenzi az azonos neműek házasságát és támogatja a Nemzetközi Valutaalappal (IMF) való együttműködés megszakítását. Jelmondata: Csak erősen! (szerbül Само јако / Samo jako).

## Magánélete
Jelenleg kommunikáció szakos hallgató. Zenével és videók forgatásával is foglalkozik.

## Külső hivatkozások
- Honlap (szerbül)
- Viccből indult a választáson – második lett – Origo, 2016. április 28.
- Beli videointerjúja a BBC-nek, 2017. március 30. – YouTube-videó (angolul)